# Hipòtesi de Berserker
La hipòtesi de Berserker, també coneguda com l'escenari de les sondes mortals, és la idea que els humans encara no han detectat vida alienígena intel·ligent a l'univers perquè ha estat destruïda sistemàticament per una sèrie de sondes letals de Von Neumann . La hipòtesi rep el nom de la sèrie de novel·les Berserker  (1963–2005) escrites per Fred Saberhagen.
La hipòtesi no té un únic proponent conegut, i en canvi es creu que va sorgir amb el temps en resposta a la conjectura de Hart-Tipler, la idea que l'absència de sondes de Von Neumann detectables és una prova contrapositiva que no existeix vida intel·ligent fora del Sistema Solar. Segons la hipòtesi de Berserker, l'absència d'aquestes sondes no és prova de l'absència de vida, ja que les sondes interestel·lars podrien "tornar-se boges" i destruir altres civilitzacions, abans d'autodestruir-se.

En el seu article de 1983 "El Gran Silenci", l'astrònom David Brin va resumir les implicacions de la hipòtesi de Berserker: és totalment compatible amb tots els fets i la lògica de la paradoxa de Fermi, però significaria que no existeix cap vida intel·ligent per descobrir. En el pitjor dels casos, la humanitat ja ha alertat els altres de la seva existència i és la següent a ser destruïda.
No cal esforçar-se per suprimir els elements de l’equació de Drake per tal d’explicar el Gran Silenci, ni cal suggerir que cap [alienígena intel·ligent] enlloc estaria disposat a assumir el cost dels viatges interestel·lars. Només cal que passi una vegada perquè els resultats d’aquest escenari esdevinguin les condicions d’equilibri a la galàxia. No hauríem detectat trànsit de ràdio extraterrestre —ni cap [alienígena intel·ligent] hauria arribat mai a establir-se a la Terra— perquè tots haurien estat exterminats poc després de descobrir la ràdio.
 David Brin, "The Great Silence", Quarterly Journal of the Royal Astronomical Society, Vol. 24, Núm. 3, p. 283-309 (1983)

## Rerefons
No hi ha proves fiables o reproduïbles que els extraterrestres hagin visitat la Terra .  No s'han observat transmissions ni proves de vida extraterrestre intel·ligent enlloc més que la Terra a l'Univers . Això contradiu el coneixement que l'Univers està ple d'un nombre molt gran de planetes, alguns dels quals probablement tenen les condicions favorables per a la vida. La vida normalment s'expandeix fins que omple tots els nínxols disponibles.  Aquests fets contradictoris formen la base de la paradoxa de Fermi, de la qual la hipòtesi de Berserker és una solució proposada.

## Respostes
Un component clau de la hipòtesi és que el sistema solar de la Terra encara no ha estat visitat per una sonda Berserker. En una anàlisi del 2013 d'Anders Sandberg i Stuart Armstrong del Future of Humanity Institute de la Universitat d'Oxford, van predir que fins i tot un conjunt de sondes Berserker replicades lentament, si fos capaç de destruir civilitzacions en altres llocs, també hauria estat molt probable que ja s'hagués trobat amb la humanitat i l'haguera destruït.

## Relació amb altres solucions proposades per la paradoxa de Fermi
La hipòtesi Berserker es contraposa a la hipòtesi del bosc fosc, ja que segons aquesta última, moltes civilitzacions alienígenes encara podrien existir sempre que guardessen silenci. La hipòtesi del bosc fosc es pot veure com un cas especial de la hipòtesi Berserker, si les "sondes Berserker mortals" (per exemple, a causa de l'escassetat de recursos) només s'envien a sistemes estel·lars que mostren signes de vida intel·ligent.
La hipòtesi del Gran Filtre és una contraposició més general de la hipòtesi de Berserker, que postula que un gran esdeveniment o barrera impedeix que la vida extraterrestre en etapes inicials es desenvolupe en civilitzacions intel·ligents espacials. En el marc de la hipòtesi de Berserker, el filtre existiria entre l'era industrial i la colonització espacial generalitzada.